# Haiku (Hawaii)
Haiku è una comunità non incorporata degli Stati Uniti d'America, situata nello stato delle Hawaii, nella contea di Maui.